# Aleksander Chodźko

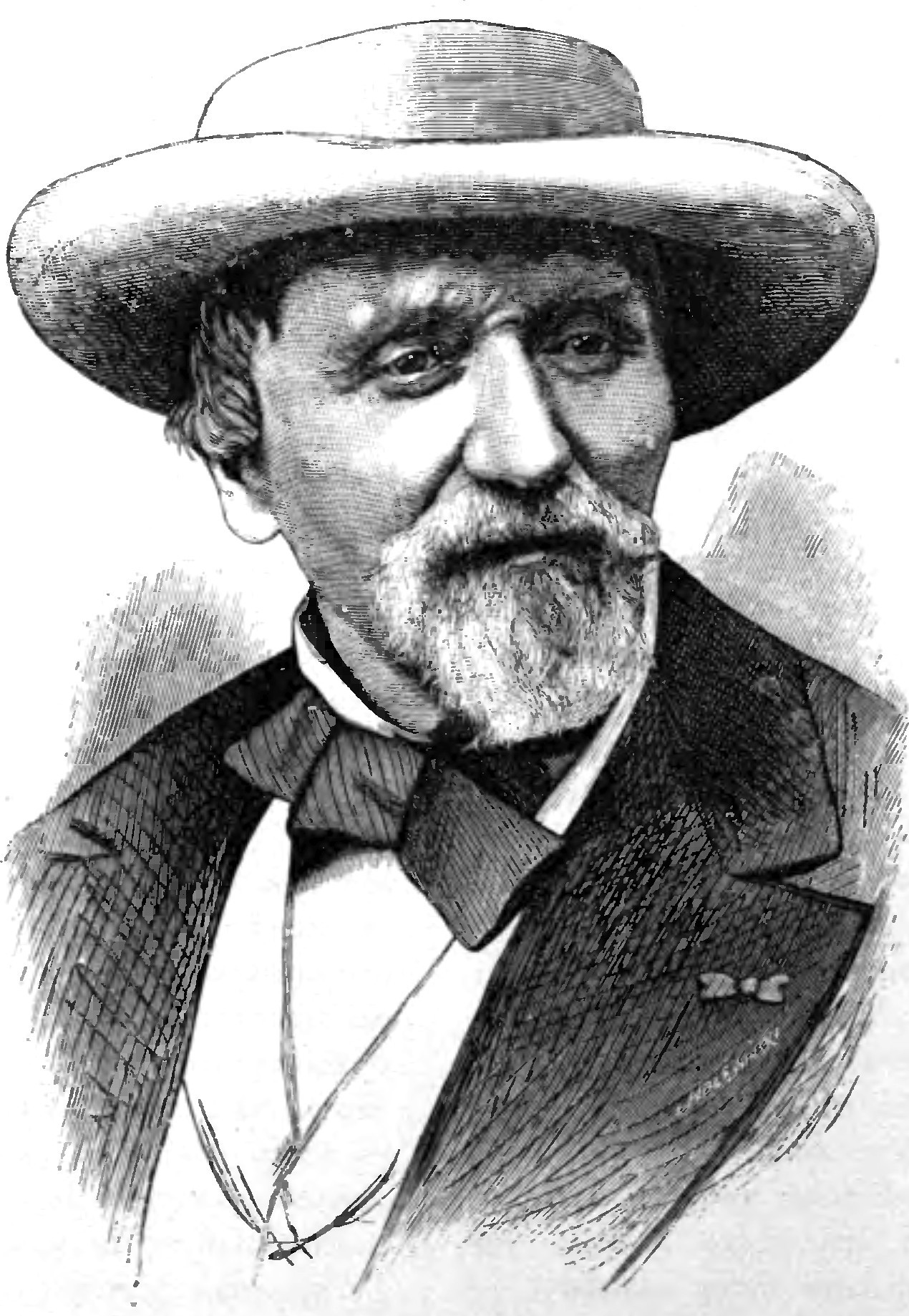
Aleksander Chodźko

Aleksander Chodźko (geboren 30. August 1804 in Krzywicze, Polen, Russisches Kaiserreich (heute Kryvіtjy, Weißrussland); gestorben 27. Dezember 1891 in Noisy-le-Sec, Frankreich) war ein polnischer Dichter, Orientalist und Slawist. Er war der Bruder von Michał Chodźko und Józef Chodźko.
Chodźko studierte am Institut für Orientalistik in St. Petersburg und veröffentlichte einen Band Poezye (1823), der Gedichte im Stil der polnischen romantischen Schule sowie Übersetzungen aus Puschkin und Byron sowie aus dem Arabischen und Persischen enthält. Von 1829 bis 1841 war Chodźko russischer Konsul in der persischen Stadt Rascht und von 1857 bis 1884 Professor für slawische Literatur am Collège de France in Paris.
Seine Übersetzung persischer schiitischer Passionsspiele (Taʿziye) fand Aufnahme in der französischen Reihe Bibliothèque orientale elzévirienne.

## Veröffentlichungen (Auswahl)
- Grammaire persane (1852)
- Grammaire paléoslave (1869)
- Études bulgares (1875)
- Les chants historiques de l'Ukraine (1879)
  - Übersetzungen altslawischer Legenden aus dem Mittelalter.